# Steve Kurtz

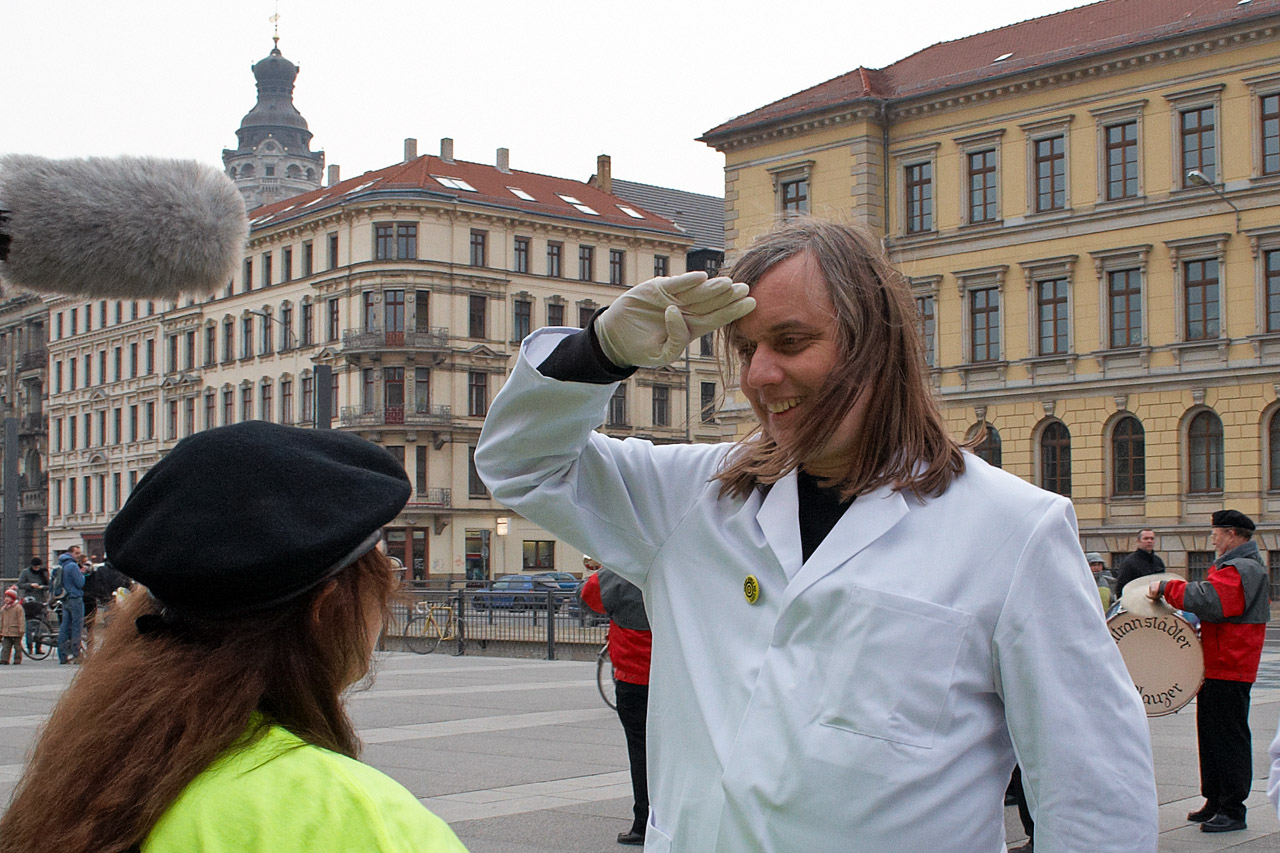
Steve Kurtz, Critical Art Ensemble Performance Target Deception in Leipzig, 24. Februar 2007.

Steve Kurtz (* 1958) ist ein US-amerikanischer Biokünstler und Wissenschaftler sowie Mitbegründer der Künstlergruppe Critical Art Ensemble.

## Leben
Kurtz gründete das Critical Art Ensemble 1987 in Tallahassee, Florida. Ihre Projekte wurden in zahlreichen renommierten Museen ausgestellt, darunter im Whitney Museum, im New Museum of Contemporary Art in New York City, in der Corcoran Gallery of Art in Washington, D.C., im Institute of Contemporary Arts in London, im  Museum of Contemporary Art in Chicago, in der Schirn Kunsthalle Frankfurt und auf der dOCUMENTA (13) in Kassel.
Kurtz ist emeritierter Professor für Kunst an der University of Buffalo und ehemaliger Professor für Kunst an der Carnegie Mellon University.

## Anklage als „Bio-Terrorist“
Steve Kurtz war mit der Künstlerin Hope Kurtz verheiratet, die am 11. Mai 2004 im gemeinsamen Haus in Buffalo im Alter von 45 Jahren an Herzversagen starb. Da Kurtz in diesem Zusammenhang die Notrufnummer 911 wählte, kam es bei ihm zu einer Hausdurchsuchung, bei der ein kleines Heimlabor entdeckt wurde. Das Künstlerehepaar erarbeitete dort zuletzt eine Ausstellung über gentechnisch veränderte Lebensmittel für das Massachusetts Museum of Contemporary Art. Die Polizei von Buffalo meldete dies dem FBI, das Kurtz für 22 Stunden ohne Anklage wegen des Verdachts auf „Bioterrorismus“ festhielt. Währenddessen durchsuchten Dutzende von Bundesagenten sein Haus und beschlagnahmten Bücher, Computer, Manuskripte und Kunstmaterialien sowie die Leiche von Hope Kurtz.
Kurtz durfte eine Woche später in sein Haus zurückkehren, nachdem der Beauftragte für öffentliche Gesundheit für den Staat New York festgestellt hatte, dass nichts im Haus irgendeine öffentliche oder umweltbedingte Gesundheits- oder Sicherheitsbedrohung darstelle, und dass Hope Kurtz an natürlichen Ursachen gestorben sei.
Dennoch kam es zu einer Anklage und der Fall zog sich noch mehrere Jahre hin, wobei er mehrere Instanzen durchlief. Erst am 21. April 2008 wurde die Anklageschrift vom Vorsitzenden Richter Richard Arcara als „ungenügend“ bezeichnet. Das bedeutet, dass, selbst wenn die in der Anklage behaupteten Handlungen – die der Richter als Tatsachen akzeptieren muss – wahr sind, diese keine Verbrechen darstellen. Das US-Justizministerium hatte ab dem Datum des Urteils dreißig Tage Zeit für eine Berufung. Da diese unterblieb, wurde die Klage schließlich abgewiesen.

## Kultureller Einfluss
Seine Lebensgeschichte diente als Vorbild für den Film Strange Culture von Lynn Hershman-Leeson mit Tilda Swinton und Thomas Jay Ryan in den Hauptrollen. Daneben inspirierte sie Richard Powers zu seinem Roman Orfeo.